# 추간판 탈출증
추간판 탈출증(椎間板脫出症, Spinal disc herniation) 또는 추간판 헤르니아는 탈장의 일종이며, 흔히 디스크라고 한다. 추간판의 일부가 피막을 찢고 탈출한 상태를 말한다.
추체(椎体)와 추체 사이에는 인체에서 가장 큰 무혈관 영역인 추간판이 있다. 추간판은 가운데에 연골세포군과 젤라틴 상태의 수핵(髓核)이 있으며, 주변에는 결합조직과 섬유성 연골로 되어 있는 섬유륜(纖維輪)이 존재한다. 이 수핵이나 섬유륜의 일부 등이 탈출한 상태가 추간판 헤르니아인 것이다. Macnab에 의한 분류가 유명하다.
중력에 대해 척추를 수직으로 생활하는 동물이 대부분인 것에 비해, 인간은 직립보행을 하기 때문에 중력이 척추에 평행하게 작용한다. 이 때문에 추간판에 많은 압력이 가해진다.
추간판 헤르니아는 요추나 경추에 많이 일어나고, 흉추에는 거의 일어나지 않는다. 이는 흉곽에 의한 추체간의 움직임이 경추나 요추에 비해 적은 것에 기인한다.

## 증상
요추 추간판 탈출증의 경우 한쪽 다리에 통증이 심하지만, 어느 정도 진행된 헤르니아의 경우는 양쪽 모두에 증상이 나타난다. 다리 통증은 해당 추간판 헤르니아에 의한 신경근 압박에 의해 발생한다. 허리 통증 외에 마비나, 경우에 따라서는 부종이나 운동신경 마비에 따른 근력 저하 현상이 일어나기도 한다. 드물게 배변 장애가 나타나기도 한다.

## 검사

추간판 헤르니아(MRI)
표시된 부분이 압박된 신경근

엑스선
추간판 헤르니아 그 자체는 찍히지 않지만, 척추의 상태를 살펴볼 때 사용한다.
MRI
추간판 헤르니아 진단에 매우 유용하게 사용된다. 침습적이지 않고, 형태 파악이 용이하다는 것이 장점이다. 단점은 CT에 비해 공간 분해 능력이 떨어지다는 것과, 통증이 심한 경우에는 촬영 자체가 힘들다는 것 등을 들 수 있다.
척추강조영검사(Myelography)
조영제를 경막에 주입하여 신경의 압박 정도를 확인하는 방법이다. 주사나 약물 투여가 필요한 침습적인 방법이기 때문에 MRI가 보급되면서 이용 빈도가 줄어들었지만, 수술과 관련하여 필요한 경우도 있다.
CT 검사
척추강조영검사와 함께 촬영하는 경우가 많다. 척추관의 크기와 모양, 세포 구조 등을 볼 수 있지만, CT만으로 헤르니아를 판단하는 것은 어려움이 있다.

## 치료
추간판 탈출증은 그 증상에 따라 치료 방법이 정해져 있는데, '보존 치료(保存療法)'를 원칙으로 한다. 여기에는 진통제나 신경 블록 요법(Nerve block) 등이 포함된다. 근육을 키우는 재활 치료를 받는데, 근육 형성을 돕는 허리 속근육 강화기를 사용하기도 한다.
보존치료로 효과를 보지 못하거나, 근력 저하, 극심한 통증을 수반하는 경우 수술을 고려하기도 한다. 다양한 수술 방법 외에도 내시경이나 레이저를 이용한 치료 방법도 있다.

## 그 외 사항
추간판 헤르니아는 유전적인 영향을 크게 받는 것으로 알려져 있으며, CILP이라는 단백질이 변이를 일으켜 연골의 성장을 막는 것이 발병 원인의 하나이다.
추간판 헤르니아와 거의 비슷한 증상을 보이는 질병으로 '척수 종양'이 있다.

## 같이 보기
- 요통
- 신경통
- 척추관 협착증